# 331605 Guidogryseels
331605 Guidogryseels è un asteroide della fascia principale. Scoperto nel 2001, presenta un'orbita caratterizzata da un semiasse maggiore pari a 2,6520026 au e da un'eccentricità di 0,2381570, inclinata di 13,17456° rispetto all'eclittica.